# Paul Lévy (Mathematiker)

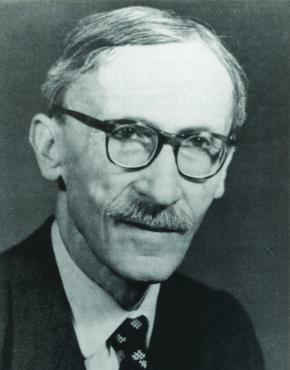
Paul Lévy

Paul Pierre Lévy (* 15. September 1886 in Paris; † 15. Dezember 1971 ebenda) war ein französischer Mathematiker; er ist vor allem für seine Beiträge zur Wahrscheinlichkeitstheorie bekannt geworden.

## Leben
Lévy stammte aus einer Mathematiker-Familie. Sein Großvater war Professor, Vater Lucien lehrte an der École polytechnique. Nach seinem Abschluss am Lycée Saint-Louis in Paris entschied er sich gegen die École normale supérieure und studierte an der Polytechnique und der École des Mines. Noch als Student veröffentlichte er 1905 eine Arbeit über semi-konvergente Reihen. 1911 wurde er mit einer Arbeit über Funktionalanalysis promoviert; zu seinen Lehrern zählten Émile Picard, Henri Poincaré und Jacques Hadamard.
Er wurde 1913 Professor an der École des Mines und wechselte 1920 an die École Polytechnique, an der er bis 1959 lehrte. Somit hat sich Lévys gesamte Karriere innerhalb eines einzigen Pariser Arrondissements abgespielt. Erst mit seiner Anstellung an der École Polytechnique befasste er sich intensiver mit Wahrscheinlichkeitstheorie und Stochastik.
1950 war er Invited Speaker auf dem Internationalen Mathematikerkongress (ICM) in Cambridge (Massachusetts) (Processus à la fois stationnaires et markoviens pour les systemes ayant une infinité dénombrables d’etats possibles). Lévy unterzeichnete 1960 das Manifest der 121, das zum zivilen Ungehorsam während des Algerienkrieges aufrief und seine Solidarität mit dem algerischen Volk erklärte. 1963 wurde er Ehrenmitglied der London Mathematical Society. 1964 wurde er zum Mitglied der Académie des sciences gewählt.

## Errungenschaften
Lévy arbeitete über Funktionalanalysis und partielle Differentialgleichungen, später aber vor allem über Wahrscheinlichkeitstheorie. Er untersuchte erstmals Martingale und Lévy-Flüge und beschäftigte sich mit dem Begriff der lokalen Zeit. Nach ihm benannt sind unter anderem Lévy-Prozesse, die Lévy-Verteilung, der Lévy-Abstand, das Lévy-Maß, der Satz von Lévy, der Stetigkeitssatz von Lévy und Lévys stochastische Fläche. Außerdem fand er beim Studium der Feynman-Kac-Formel ein Arcsin-Gesetz, das Arkussinus-Gesetz von Lévy. Ebenso mit seinem Namen verbunden ist die Lévy-Khinchin-Formel.

## Familie
Seine Tochter Marie-Hélène Lévy war seit 1938 mit dem Mathematiker Laurent Schwartz verheiratet. Schwartz war ebenfalls Jude. Das Ehepaar überlebte den Holocaust, indem es in Frankreich unter Aliasnamen lebte. Marie-Hélène Lévy war ebenfalls Mathematikerin und eine der ersten Frauen, die an der École Normale Supérieure studierten. Die Tochter Marie-Hélènes und Laurents, Claudine Robert, ist Professorin für Statistik in Grenoble.

## Schriften
- Leçons d’analyse fonctionnelle. Gauthier Villars 1922, 2. Auflage 1951 als Problèmes concrets d'analyse fonctionelle.
- Calcul des probabilités. Gauthier Villars 1925
- Théorie de l’addition des variables aléatoires. Gauthier Villars, 1937, 2. Auflage 1954
- Processus stochastiques et mouvement brownien. Gauthier Villars 1948
- Quelque aspects de la pensée d'un mathématicien, Paris: Blanchard 1970 (Autobiographie)